# الهمجة
الهمجة هو مركزٌ سعوديٌ تابعٌ لمحافظة أبانات التابعة لمنطقة القصيم، في المملكة العربية السعودية. المركز من الفئة (أ)، ورمزه 1821 حسب دليل الترميز الموحد للمناطق الإدارية بالمملكة العربية السعودية.
أصبح المركز تابعاً لمحافظة أبانات وذلك في نوفمبر 2023م الموافق لشهر ربيع الآخر لعام 1445هـ؛ بعد أن كان تابعاً لمحافظة النبهانية.

## التاريخ
نشأت الهمجة عام 1375هـ على يد الشيخ صنيتان بن تنباك الشدادي العمري الحربي رحمه الله.

## الخدمات الحكومية
الخدمات المتوفرة بمركز الهمجة تسعة عشر دائره حكومية، وهي في نمو سريع. وهي في تطور ويوجد فيها غالبية الخدمات الحكومية من مدراس بنين وبنات ابتدائي ومتوسط وثانوي وجمعية خيرية وشرطة ومركز صحي ولجنة التمنية الاجتماعية.
أوردت صحيفة عكاظ تقريرا مطولا عن نقص الخدمات الحكومية في القرية حيث كتبت «المركز الصحي في البلدة يعاني نقصا حاداً في الكوادر والأجهزة الطبية» وبينت أن هناك نقص كبير في البنوك والصرافات الآلية وأن «مستفيدي الضمان يجدون صعوبة بالغة في الحصول على مستحقاتهم».

## السكان
يبلغ عدد سكان مركز الهمجة 2،800 نسمة.
ويقطنها عشائر الأشدة و الضباعين من بني عمرو من قبيلة حرب 

## الموقع الجغرافي
قاعدة المركز بلدة الهمجة وتقع في غرب منطقة القصيم على طريق الحجاز القصيم مكة المكرمة. تبعد عن محافظة الرس 60 كم، وعن مدينة بريدة 150 كم، وعن محافظة النبهانية 50 كم.

## المناخ
المناخ قاري صحراوي، حار جاف صيفًا بارد مُمطر شتاء، وتبلغ درجة الحرارة صيفًا 45°م، وفي الشتاء تصل 3- مادون الصفر ومتوسط سقوط المطر 145 ملم.